# 竹前朗
竹前 朗（たけまえ あきら、1960年 - ）はフリーカメラマン。新潟県新潟市生まれ。
立命館大学文学部卒業後、財団法人今日庵に入る。その後、フリーカメラマンとして独立。
2001年、裏千家茶道の機関誌『月刊淡交』に折々の草木の写真を連載し、ガーデニングの書籍にも関わる。
その後、文化芸術、古美術はもとより、日本各地の山歩きから植物撮影中心に活動し、NHK「趣味の園芸」などにも関わる。
古美術雑誌「目の眼」においては、じっくりと古美術の目を研鑽。
書籍写真や写真展の開催などで活動している。
| スタブアイコン | サブスタブ | この項目は、まだ閲覧者の調べものの参照としては役立たない、人物に関連した書きかけの項目です。この項目を加筆・訂正などしてくださる協力者を求めています（P:人物伝/PJ:人物伝）。 |